# Aphanasium australe
Aphanasium australe là một loài bọ cánh cứng trong họ Cerambycidae.